# 陈立群 (力学家)
陈立群，教授，主要从事动力学、振动和控制等方面的研究工作。担任《动力学与控制学报》、《力学与实践》和《力学进展》编委，入选中华人民共和国教育部2008年度"长江学者"特聘教授，曾获得教育部自然科学二等奖。